# 56-та окрема мотопіхотна бригада (Україна)
56-та окрема мотопіхотна Маріупольська брига́да (56 ОМПБр, в/ч А0989, пп В2095) — мотопіхотна бригада у складі Збройних сил України. Дислокувалася у м. Маріуполь, Донецька область.
Бригада була сформована на початку 2015 року, після російської агресії 2014 року. У 2022 році бригада брала участь у боях за Маріуполь, Волноваху, Піски, Вугледар, Гуляйполе, Бахмут.

## Історія

### Передумови
У лютому 2014 року почалася російська збройна агресія проти України: Росія вторглася до Криму, окупувала та анексувала його. В Україні почалася часткова мобілізація.
13 квітня 2014 року розпочалися бойові дії війни на сході, після захоплення Слов'янська Донецької області російськими диверсійними загонами під командуванням Ігоря Гіркіна. 30 квітня 2014 року в.о. Президента України Олександр Турчинов доручив керівникам обласних адміністрацій почати створення батальйонів територіальної оборони в кожній області України. Влітку українські війська вели бої на російсько-українському кордоні, під Донецьком, Луганськом, та на Приазов'ї, ізолюючи угруповання бойовиків від постачання з Росії та розсікаючи утримувані ними території. Після втручання регулярної російської армії, українські сили зазнали низки поразок і були змушені відійти з-під Луганська, Іловайська та Новоазовська.
У січні—лютому 2015 року українська армія зазнала поразки у Донецькому аеропорті і в Дебальцевому, але змогла відтіснити сили окупаційних корпусів від Маріуполя у боях за Широкине.

### Створення
56-та окрема мотопіхотна бригада у складі ОК «Схід» почала формування 23 лютого 2015 року в Дніпропетровську, згідно зі спільною директивою Міністерства оборони України та Генерального штабу Збройних сил України від 8 грудня 2014 року.[джерело?]
У квітні—травні 2015 року до складу бригади було введено 21-й, 23-й та 37-й окремі мотопіхотні батальйони, які в цей час виконували бойові завдання у секторі «М» (райони навколо Маріуполя).[джерело?]
Згідно з наказом першого заступника начальника Генерального штабу від 12.05.2015 року, управління 56-ї мотобригади, підрозділи бойового та тилового забезпечення 14 травня 2015 року було передано в розпорядження керівника сектору «М» для залучення та безпосередньої участі в антитерористичній операції на території Донецької та Луганської областей. Там особовий склад частини влився до другої лінії оборони.

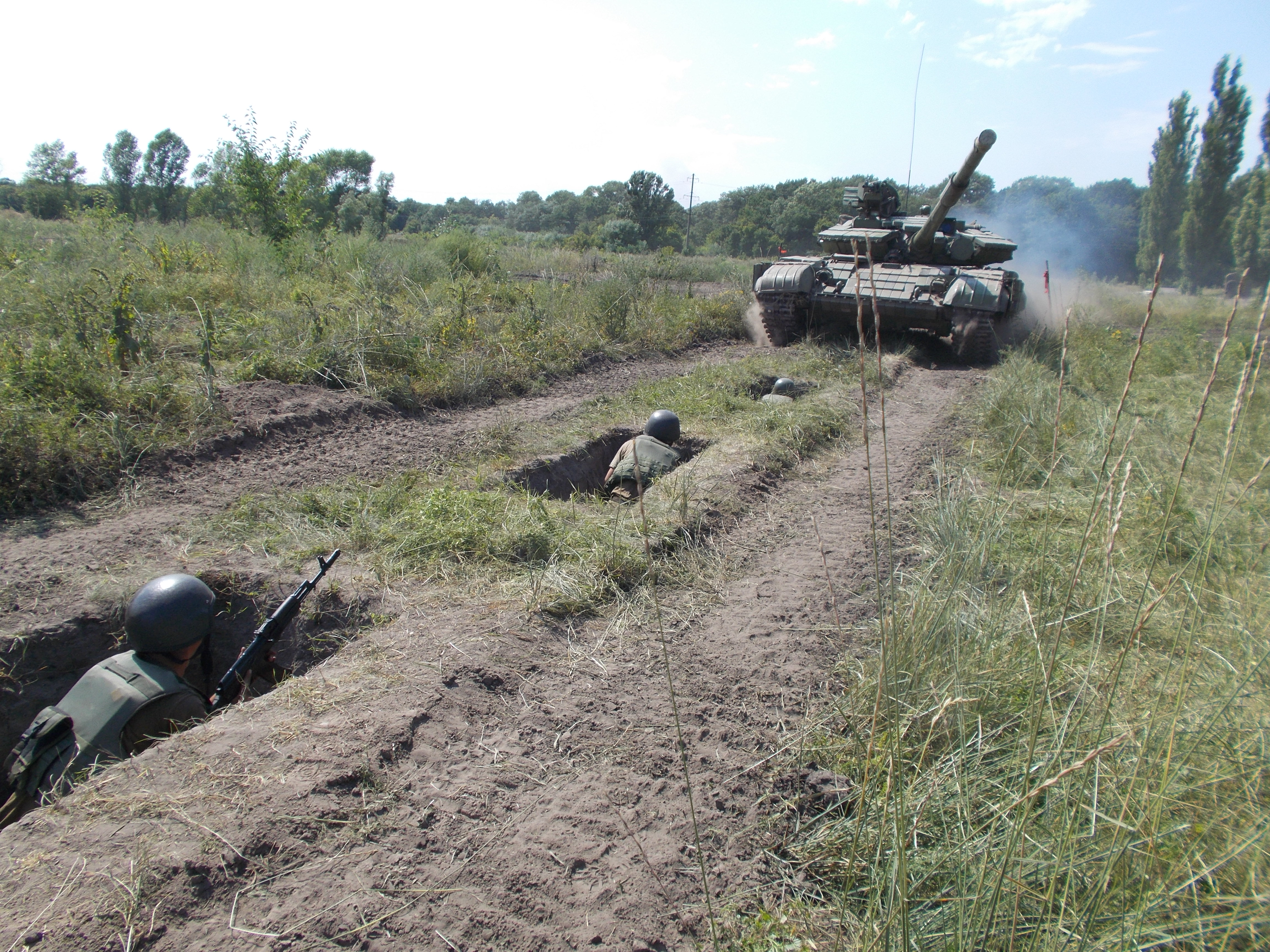
Батальйонні навчання бригади. Червень 2015 р.

10 липня 2015 року формування в повному складі було виведено із сектору «М» на 239-й загальновійськовий полігон (смт Черкаське Дніпропетровської області) для доукомплектування та проведення бойового залагодження.[джерело?]
29 серпня 2015 року бригаду було повернуто до сектору «М» для залучення та безпосередньої участі в АТО на території Донецької та Луганської областей. Тут бригада веде бої у зоні Сартана -  Гнутове — Павлопіль — Талаківка — Чермалик — Новоселівка — Чигирлик.[джерело?]
У вересні 2015 року повідомлено, що бригада завершила бойове злагодження.
У листопаді 2016 року бригада отримала пункт постійної дислокації у м. Маріуполі.
У 2017 році батальйони бригади тримали ділянки на кримському кордоні (21 ОМПБ) та в Авдіївці.[джерело?]
З 2018 року зоною відповідальності батальйонів бригади були населені пункти Водяне, Опитне, Піски, Невельське, Нетайлове, Первомайське, Красногорівка.[джерело?]
22 серпня 2018 року бригаді присвоєне почесне найменування «Маріупольська».
10 червня 2019 року з'явилася інформація, що 56-ту бригаду можуть передати до складу морської піхоти ВМС ЗСУ.
27 лютого 2021 року духовенство ПЦУ в м. Маріуполі освятило каплицю на честь Покрови пресвятої Богородиці для потреб військовослужбовців 56-ї окремої мотопіхотної бригади.

### Російське повномасштабне вторгнення 2022 року

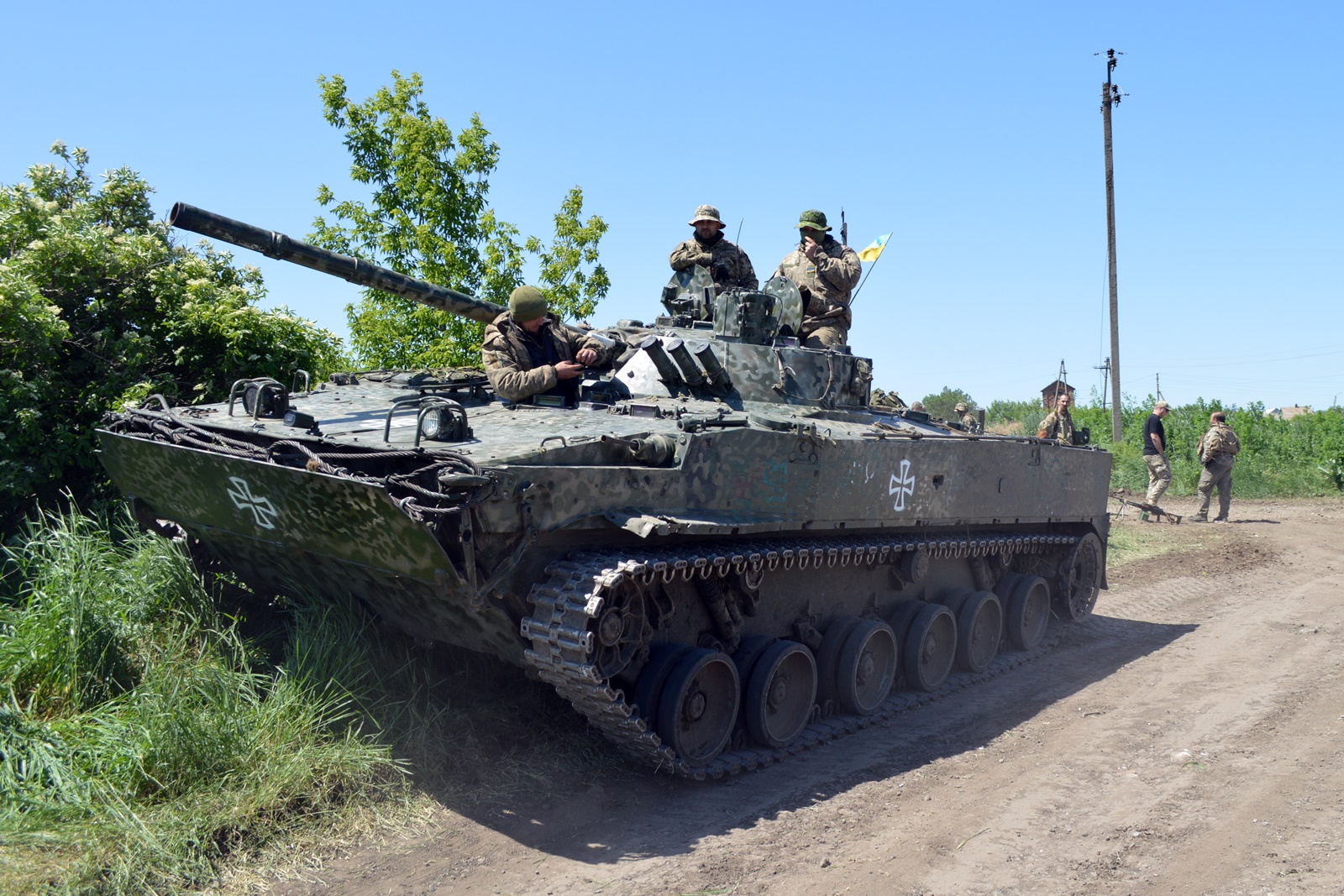
Трофейна російська БМП-3 на озброєнні штурмового підрозділу бригади. Бахмутський напрямок, червень 2023 року

На початок 2022 року пункт постійної дислокації бригади був у Маріуполі. Частина військовослужбовців взяла участь в обороні міста разом з іншими українськими військовими частинами. Частина військовослужбовців тримала оборону Волновахи, зокрема танковий батальйон, який був обстріляний ще 22 лютого, піднятий по тривозі 23, і з Курахово вирушив на Волноваху, де вже 26 лютого прийняв бій.
Далі бригада воювала під Пісками.
Після Пісок воювавла під Вугледаром і на Гуляйпільскому напрямку.
У листопаді 2022 року бригада тримала оборону на лівобережжі, даючи змогу іншим українським частинам здійснити херсонський контрнаступ.
Із Запорізького напрямку бригада була переміщена на Бахмутський.
5 травня 2023 року бригада відзначена почесною відзнакою «За мужність та відвагу».

## Структура
- Штаб та управління
- 21-й окремий мотопіхотний батальйон «Сармат» (м. Скадовськ)
- 23-й окремий мотопіхотний батальйон «Хортиця» (м. Маріуполь)[18]
- 37-й окремий мотопіхотний батальйон «Запоріжжя» (м. Приморськ)
- 1-й стрілецький батальйон[19]
- 2-й стрілецький батальйон[20]
- Танковий батальйон[21]
- Артилерійський дивізіон[22]

## Командування
- 2015: полковник Мельник Андрій Вікторович[23][24]
- 2016—2017: полковник Перець Сергій Степанович[25]
- 2018—2021: полковник Іванов Ігор В'ячеславович[26][уточнити]
- 2021—2023: полковник Сірченко Сергій Анатолійович
- 2023—2024: полковник Яцишен Ян Володимирович[27]
- 2024-2024: полковник Онушко Сергій Олексійович[28]
- 2024-2025:полковник Діброва Андрій
- на 2025: підполковник Трофимук Дмитро[29]

## Озброєння

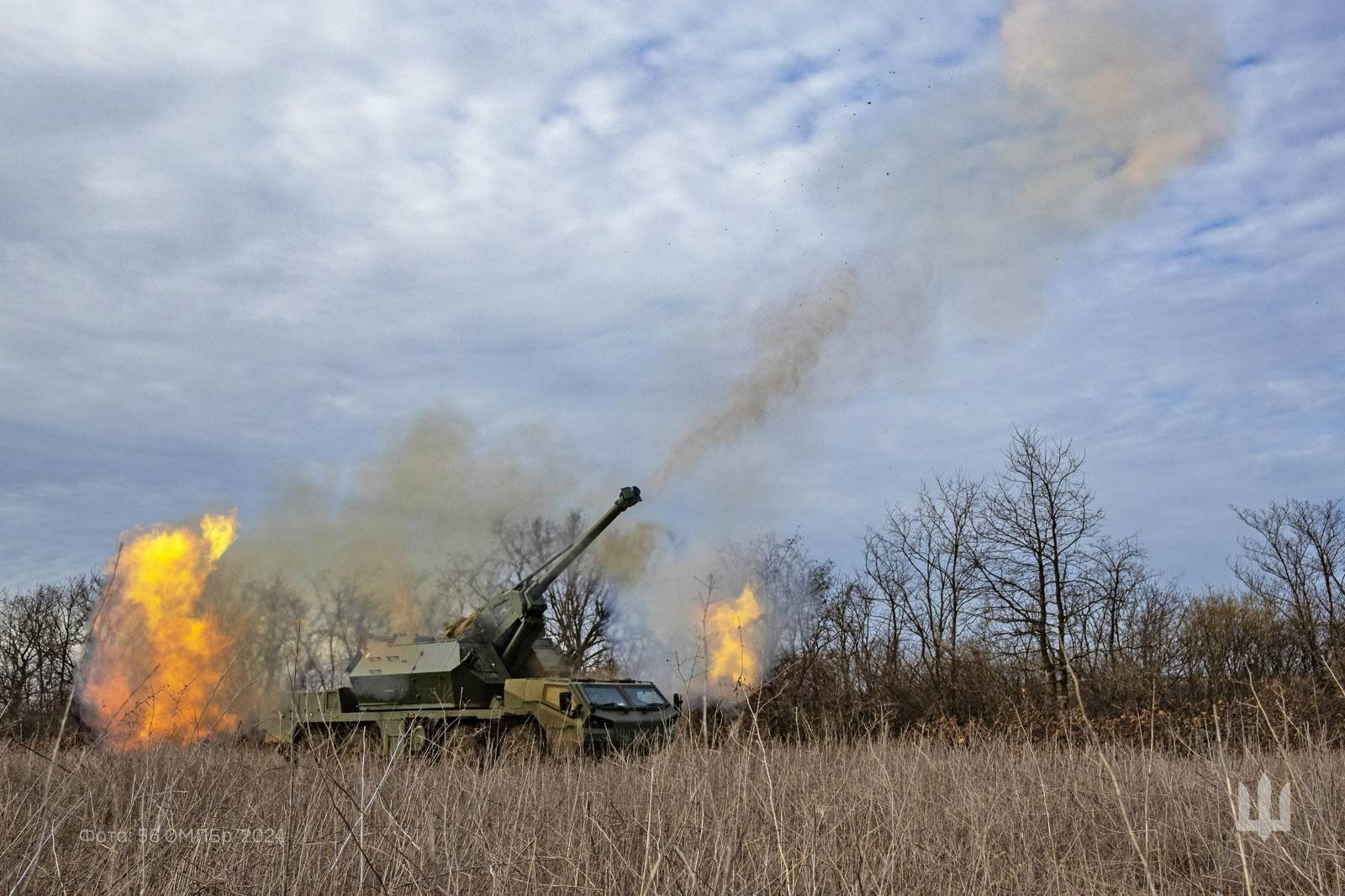
Самохідна артилерійська установка «Dana» на озброєнні 56-ї Маріупольської бригади. Лютий 2024. Донбас, Україна.

Окрім танків Т-64БВ, які стояли на озброєнні бригади до повномасштабного вторгнення, танкісти отримали T-72M1. Танки T-72M1 були передані Україні західними союзниками. Зокрема танки Т-72М1 та Т-72М1R передавала Польща.
Бригада також здобула трофейні російські танки Т-72Б3.
У січні 2024 року повідомлялося, що бригада має чеські 152-мм САУ «DANA».

## Традиції
Наприкінці 2018 року для бригади була розроблена нова символіка. Підґрунтям для неї стали історичні дописи про зимівник Домаха часів Запорізької Січі, який виконував завдання передової застави на шляху Потайного водного шляху запорозьких козаків з Дніпра в Чорне море. В основі нарукавного знаку — «британський» геральдичний щит, основний для всіх військових формувань ЗСУ, із пропорціями 7:8. На жовтому тлі розміщено зірку Алатир синього кольору, що символізує розвиток і прагнення до кращого майбутнього шляхом перемог. Нарис такої зірки є усталеним елементом традиційної української вишивки. В основі щита зображено три хвилі синього кольору, гребінці яких обернено праворуч, які символізують Азовське море. На зірку накладено схрещені стилізовані козацькі списи білого кольору.
Наявність списів апелює до історичного герба Кальміуської паланки Славного Війська Запорозького Низового.

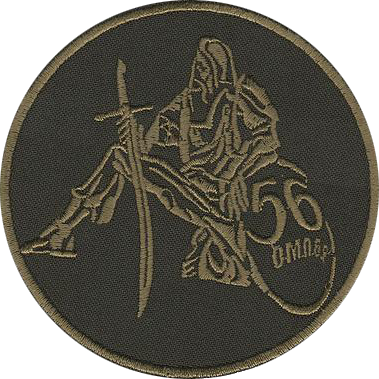
Знак розрізнення у 2015 р.
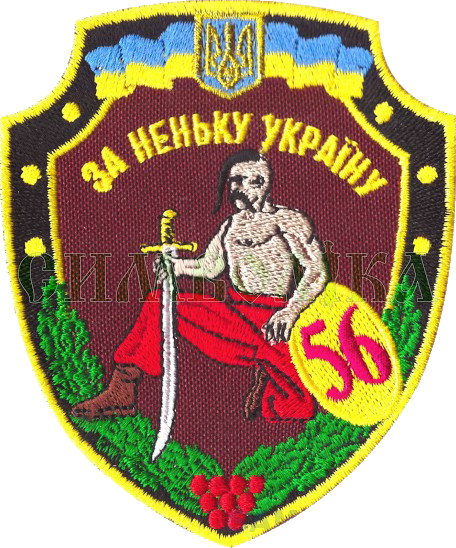
Знак розрізнення у 2016—2018 рр.
Знак розрізнення з 2018 року.

## Втрати
Станом на травень 2021 року, за даними Книги пам'яті, бригада втратила загиблими 20 військовослужбовців.

## Вшанування

### У культурі
У 2017 році вийшла книга «Кава зі смаком попелу» (рос. Кофе со вкусом пепла) Олексія Петрова, колишнього бійця 37-го батальйону. У ній автор описав те, що відбувалося в районі бойових дій у 2015 році, та про будні бійців на війні.

## Галерея

Навчання 2018
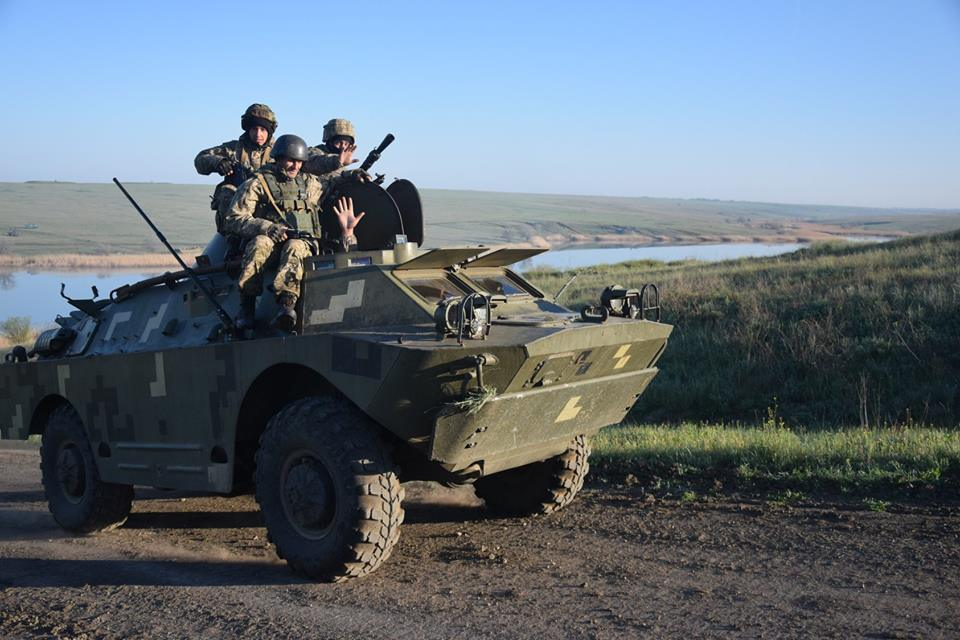
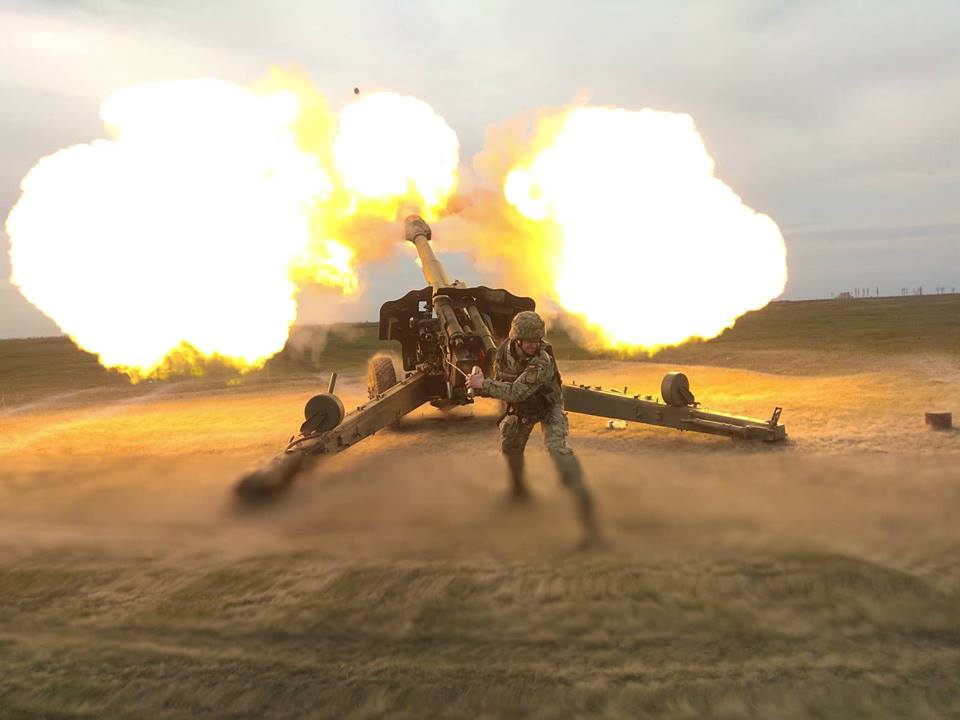
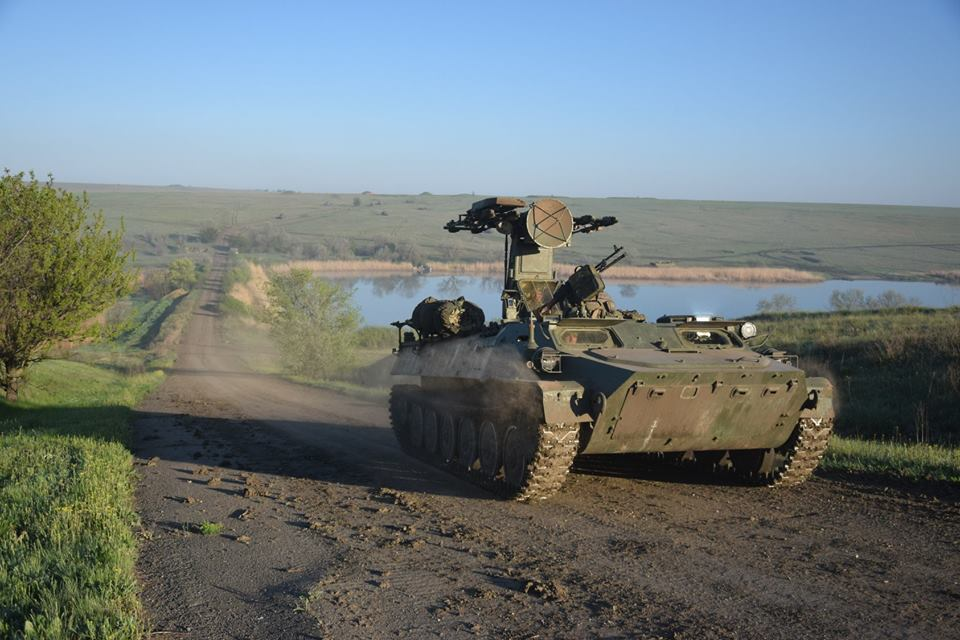
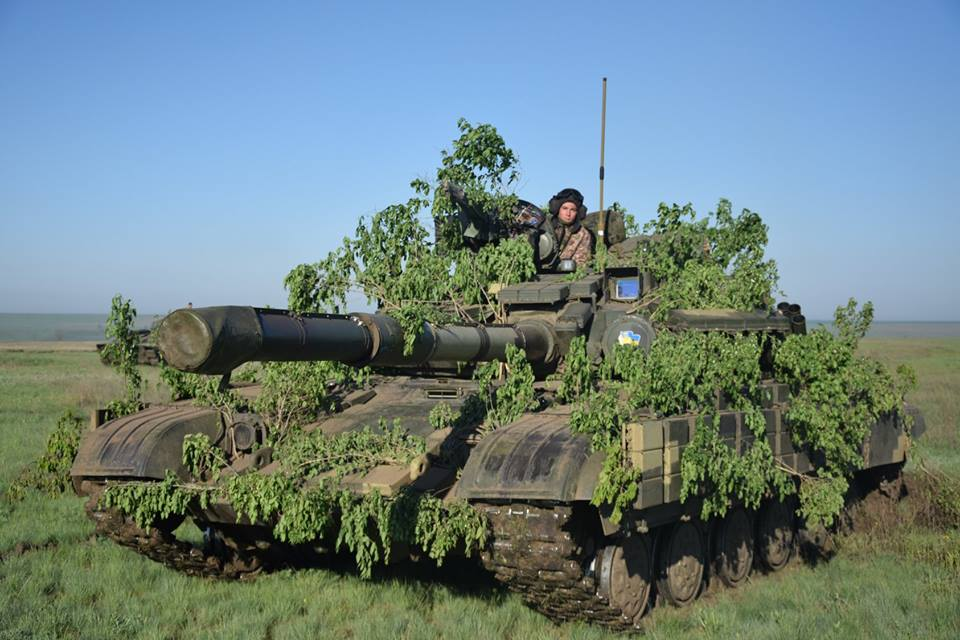

### Відео
- 56 ОМБр (2024.02.23). 9 років 56-й окремій мотопіхотній Маріупольській бригаді. youtube.